# Papayal
Papayal est un corregimiento de San Martín de Loba situé dans le département de Bolívar, en Colombie.